# BAllistic Missiles Boost Intercept
Программа BAMBI (англ. BAllistic Missiles Boost Intercept — Перехват Баллистических Ракет на Взлете) — один из ранних проектов глобальной системы стратегической противоракетной обороны космического базирования, разработанный ВВС США в 1961 году. Представлял собой попытку преодолеть ограничения систем ПРО, поражая взлетающие баллистические ракеты на старте с помощью спутников-перехватчиков. Из-за экстремальной стоимости, программа не продвинулась дальше чертежей.

## Идея перехвата ракет на взлете
В основе проекта BAMBI лежала идея использования выведенных на низкую околоземную орбиту спутников-перехватчиков для уничтожения неприятельских баллистических ракет во время разгона последних.
Технически, перехват взлетающих баллистических ракет был намного проще и надежнее попыток сбивать уже входящие в атмосферу над целью боеголовки. В отличие от сравнительно небольших боеголовок, взлетающая баллистическая ракета представляет собой очень крупный и хорошо заметный объект, к тому же интенсивно излучающий тепло за счет работы своего двигателя. Задача наведения перехватчика на взлетающую баллистическую ракету не требовала сверхмощных радаров или сверхчувствительной сенсорной аппаратуры.
Сама же взлетающая ракета представляет собой сравнительно хрупкий аппарат, даже незначительные повреждения которого неминуемо приведут к разрушению конструкции, или по крайней мере — к невозможности вывести боеголовки на расчетную траекторию. В отличие от компактных боеголовок, корпус баллистической ракеты не мог быть адекватно защищен от поражающих факторов ядерного взрыва или кинетических атак. Разгоняющаяся баллистическая ракета также не могла быть прикрыта ложными целями или помехами — так как чтобы иметь сопоставимые характеристики с баллистической ракетой, такие ложные цели должны были бы сами быть сопоставимыми по размерам баллистическими ракетами, что делало бы их экономически бессмысленными.
Кроме того, при перехвате баллистической ракеты на взлете, вместе с ней уничтожались все боеголовки, которые она несла. Таким образом, один перехватчик, поразивший ракету на взлете, мог защитить сразу от всех её боеголовок.

## Концепция BAMBI
Система противоракетной обороны BAMBI должна была состоять из серии сателлитов на трансполярных орбитах, способных перехватить взлетающие советские баллистические ракеты. В рамках проекта рассматривалось несколько решений:

### Проект Defender
Проект Defender (с англ. — «Защитник») — предполагал развертывание в космическом пространстве своего рода атомных мин, оснащенных ИК-системами наведения и двигателями орбитального маневрирования. При обнаружении взлетающих баллистических ракет, атомные сателлиты должны были изменять свою орбиту для перехвата и подрываться над взлетающими ракетами, уничтожая их боеголовки нейтронным потоком и разрушая сами ракеты вспышками рентгеновского излучения.
Основным препятствием проекта была сама идея развертывания множества (сотен или даже тысяч) ядерных бомб на низких околоземных орбитах. Даже при условии что бомбы не были бы оснащены теплозащитой и не приспособлены ко входу в атмосферу, потенциальный противник — СССР — мог не поверить этому, и счесть развертывание такой системы подготовкой орбитального удара по его территории.

### Проект SPAD
Проект SPAD (англ.  Space Patrol Active Defense — Активная Защита Космического Патрулирования) предполагала вывод на орбиту 27-тонного сателлита, который должен был бы нести инфракрасные сенсоры для обнаружения взлетающих ракет, электронный вычислитель для расчета траекторий перехвата и сто сорок 130-килограммовых ракетных перехватчиков. Как только инфракрасные сенсоры сателлита засекали включение двигателей стартующих баллистических ракет, автоматика вырабатывала по ним огневое решение и запускала перехватчики.
Каждый перехватчик оснащался в качестве боевой части — развертываемой сетью из проволоки, в которую были вплетены граммовые поражающие элементы. Раскладываясь за счет центробежной силы, сеть разворачивалась до диаметра 5-15 метров, тем самым компенсируя возможную ошибку наведения. При столкновении с поднимающейся из атмосферы баллистической ракетой (на высоте 300—500 км), орбитальная скорость перехватчика обеспечивала разрушение ракеты кинетической энергией столкновения.
Согласно расчетам, для полного покрытия территории СССР было необходимо 300 сателлитов на орбите высотой 500 километров, из которых несколько десятков постоянно находились бы на позиции. Теоретически, система могла перехватить до 2000-3000 стартующих баллистических ракет.

### Проект ARPAT
Проект ARPAT (англ.  Advanced Research Projects Agency - Terminal (intercept) — Перехват (на входе в атмосферу) от Агентства Продвинутых Исследований) — предполагал систему сателлитов, осуществляющих управляемый сход с орбиты для перехвата неприятельских боеголовок уже на входе в атмосферу — когда таковые будут трением о верхние слои избавлены от прикрывающих их ложных целей.